# Ивановский областной музыкальный театр
Ива́новский музыка́льный теа́тр — музыкальный театр в городе Иваново. Один из первых театров музыкальной комедии, созданный в РСФСР. Основан в 1934 году.

## История

### Предыстория и основание (1930—1934)
Официальной датой основания Ивановского музыкального театра считается 22 декабря 1934 года — день принятия решения Ивановским Облисполкомом о создании в области стационарного музыкального театра.  Однако, существует и более ранняя дата, упоминаемая в ряде источников и старых театральных рецензиях — сентябрь 1931 года.
Предысторией театра послужил передвижной коллектив музыкальной комедии, прибывший в Иваново осенью 1930 года. По данным сайта театра, театральная политика того времени предусматривала стационирование театров, и областное управление театрально-зрелищных предприятий предложило коллективу реорганизацию в передвижной театр музыкальной комедии, что и произошло в сентябре 1931 года.  В течение трёх лет театр вёл «кочевой» образ жизни, выступая в разных городах, включая Севастополь, Ярославль, Харьков, Краматорск, Вятку и Воронеж, пока 22 декабря 1934 года Президиум облисполкома и облпрофсовета Ивановской промышленной области не утвердил решение о создании стационарного театра с собственной площадкой и финансированием. Первые спектакли труппа давала в Шуйском городском театре, начиная с 12 сентября 1931 года с оперетты «Роз-Мари».  Именно Иосифу Ивановичу Гладунюку было поручено формирование театра, и он являлся его главным дирижёром с сентября 1931 по сентябрь 1934 года.
В конце 1920-х годов в Иваново и окрестностях также действовал самодеятельный коллектив артистов оперетты, разъезжавший с гастролями по соседним городам и сёлам, что способствовало формированию зрительского интереса к жанру музыкальной комедии.
В 1931 году труппа передвижного театра получила название «Передвижной Иваново-Вознесенский театр музкомедии» и расширила географию гастролей, став известной во Владимире, Ярославле, Костроме и Вологде.
Учитывая «пожелания трудящихся» и растущую популярность жанра, Ивановский Облисполком принял решение о создании стационарного музыкального театра 22 декабря 1934 года. Эта дата и считается официальным днём рождения театра.

### Первые годы и довоенный период (1935—1941)
Для нового театра было выделено собственное здание на углу улиц Театральной и Красной Армии. Художественным руководителем был назначен В. Ленский.
Первый театральный сезон в стационарном здании открылся 3 марта 1935 года премьерой антикапиталистической «комедии-памфлета» «Гарри Домелла» (музыка А. Ашкенази, постановка и либретто В. Ленского).  В первом сезоне 1935—1936 годов первым главным режиссёром стал В. И. Ленский, а труппа театра включала в себя, в частности, следующих артистов: З. Габриэльянц, М. Матвеева, М. Топоркову, К. Констан, К. Адамова, Э. Мая, Г. Савельева, Н. Скалова, М. Неведову, А. Жданову и др..  В репертуар первого сезона вошли, помимо «Гарри Домелла», «Продавец птиц» Карла Целлера, «Весёлая вдова» и «Голубая мазурка» Франца Легара, а также «Холопка» Н. Стрельникова, «Гейша» С. Джонса и «Ярмарка невест» В. Якоби.  Спектакль «Гейша» удостоился неоднозначной рецензии в газете «Рабочий край», отметившей, при критике режиссуры, удачные партии ведущих артистов и балетные номера. В том же 1935 году Ивановский Облисполком принял решение о реконструкции здания театра для увеличения вместимости зала.
В 1932 и 1933 годах, ещё до получения стационарного здания, Ивановский театр музыкальной комедии проводил летние сезоны в Ярославле, выступая на сцене театра имени Ф. Г. Волкова.  В 1932 году ярославская публика приняла труппу с интересом, особенно отметив спектакли «Нищий студент», «Роз-Мари» и «Холопка».
В довоенные годы труппа активно гастролировала, расширяя свой репертуар за счет классических опер и оперетт советских и зарубежных композиторов. Весной 1941 года театр выехал на гастроли в Алма-Ату, где артистов и застало начало Великой Отечественной войны.

### Театр в годы Великой Отечественной войны (1941—1945)
В Алма-Ате артисты театра продолжали свою деятельность, участвуя в патриотических концертах и мероприятиях, и активно собирая средства на нужды фронта до 1942 года.
В октябре 1942 года коллектив вернулся в Иваново, где был сформирован ряд фронтовых бригад. В репертуар фронтовых бригад вошли спектакли военно-патриотического содержания, такие как «Москвичка» и «Раскинулось море широко», с которыми артисты выступали перед красноармейцами на передовой и в госпиталях.
Несмотря на трудности военного времени, театр продолжал работу и в тылу, шефствуя над госпиталями и выезжая на гастроли в другие города. За годы войны коллектив театра дал 29 шефских спектаклей и 1779 концертов в воинских частях и госпиталях, и собрал 370 тысяч рублей на нужды обороны, за что получил благодарность от Верховного Главнокомандующего.
Всего за первое десятилетие своего существования Ивановский театр музкомедии поставил более 50 спектаклей, пройдя сложный путь становления в довоенные и военные годы.

### Послевоенный период и "Золотой век" (1946—1977)
В послевоенные годы театр продолжил активно развиваться, расширяя репертуар и привлекая новые творческие силы. В сезоне 1947—1948 годов Ивановский театр музыкальной комедии стал первым в Советском Союзе, осуществившим постановку оперетты «Вольный ветер» И. Дунаевского, которая выдержала 44 представления в течение сезона. В этом же сезоне театр впервые обратился к творчеству ивановских авторов, поставив музыкальную комедию «Большая любовь» композитора М. Двойрина и либреттиста В. Зимовца.
В начале сезона 1948—1949 годов главным режиссёром театра стал А. Д. Храмченко, с приходом которого в труппу влилась группа молодых артистов, в том числе Ю. А. Чернов и Т. В. Брагина, а также Л. С. Высоцкая, чья звезда начала восходить на ивановской сцене. В репертуаре появились оперетты «Акулина» И. Ковнера (к 150-летию А. С. Пушкина), «Трембита» Ю. Милютина и «Мечтатели» К. Листова. В сезоне 1950—1951 годов состоялись третьи гастроли театра в Туркмении.
Сезон 1951—1952 годов открылся спектаклем «Шумит Средиземное море» на музыку О. Фельцмана, а также опереттой «Шаль с кистями» М. Двойрина и В. Зимовца, посвящённой прошлому ивановских текстильщиков, что стало ещё одним примером обращения театра к местной тематике. В дальнейшем М. Двойрин продолжил сотрудничество с театром, создав музыкальные комедии «Полонянка», оперетту для детей «Зайка-зазнайка» и спектакль «На старой Талке».
В 1950—1960-е годы в театр пришло новое поколение талантливых актеров, среди которых были будущая заслуженная артистка РФ В. Бирилло, народный артист В. Келин, заслуженные артисты: С. Артюшкевич, В. Каннабих.
В 1952—1953 годах театр впервые поставил большой спектакль для детей «Клуб знаменитых капитанов» на музыку пяти советских композиторов, и активно гастролировал в Пскове, Мурманске и Архангельске. В сезоне 1953—1954 годов главным режиссёром был назначен А. А. Асанин, а в труппу вошла молодая артистка Валентина Бирилло, ставшая впоследствии примадонной ивановской сцены. В этот период были поставлены новые редакции оперетт «Фиалка Монмартра» и «Марица» И. Кальмана.
С начала 1950-х годов за театром закрепился неофициальный статус «лаборатории советского репертуара» и «первооткрывателя произведений советских композиторов».  В 1958 году театр первым в СССР осуществил постановку оперетты Д. Кабалевского «Весна поёт», в 1959 году — «Любви мушкетера» А. Голубенцева, а в 1962 году — оперетт «Друзья Милены» Н. Минха и «Светлана, где ты» М. Двойрина.  Спектаклем «Вас ждут друзья» началось сотрудничество театра с композитором и дирижёром В. Белицем и балетмейстером В. Ижевским.
В 1962 году в труппу пришли Владимир Келин и Станислав Артюшкевич, ставшие впоследствии одними из самых любимых и известных артистов театра. В 1964 году состоялись премьеры оперетт «Сто чертей и одна девушка» Т. Хренникова и «Сердце балтийца» К. Листова, к труппе присоединились Лидия Грачева, Владимир Каннабих и главный хормейстер Валентина Спиридонова. В 1971 году на сцену театра вышла Ирина Ситнова, единственная на сегодняшний день Народная артистка России в труппе.
В 1967 году главным режиссёром театра стал Борис Бруштейн, период работы которого (1967—1977) часто называют «золотым веком» театра музыкальной комедии.  На сцене блистала новая плеяда «звёзд», включая В. Келина, Ю. Когана, Б. Кучинёва, И. Ситнову, Э. Кузнецову, А. Орловскую, Л. Высоцкую, С. Артюшкевича, А. Хохлова, В. Васильеву, Н. Дорошенко, а также команда «главных специалистов»: дирижёр В. Хоруженко, балетмейстер Н. Базилевская, художник Я. Зейде. В 1975 году балетная труппа пополнилась Людмилой Лакомской и Валерием Серовым, а также артисткой Татьяной Ивановой.  В 1975 году Ивановский театр музыкальной комедии с успехом гастролировал в Москве, представив столичным зрителям спектакли «Тогда в Севилье» М. Самойлова, «Обыкновенное чудо» В. Гроховского, «Невеста Лукулла» Ж. Жильбера, «18 лет» В. Соловьева-Седого, которые были новыми для московской публики и получили признание.  В этот период театр активно сотрудничал с советскими композиторами и драматургами, такими как М. Двойрин, М. Самойлов, Е. Птичкин, А. Журбин, Г. Гоберник, В. Гроховский, К. Рыжов, А. Яковлев, что являлось визитной карточкой театра.

### 1980-е и 1990-е годы
В 1977 году главным режиссёром театра стала Ирина Дубницкая, поставившая на ивановской сцене оперетты «Бабий бунт» и «Сладка ягода» Е. Птичкина, «Собака на сене» Г. Гладкова и другие, ставшие долгожителями репертуара.  В труппу влился острохарактерный артист Валерий Пименов. В 1980 году оркестр возглавил Б. Цигельман, а Валентина Новожилова стала главным художником театра, оставаясь им на протяжении 40 лет. В репертуаре появились спектакли по произведениям А. Чехова, М. Шолохова, В. Шукшина, Л. Славина, А. Гайдара. К 40-летию Победы была поставлена музыкальная комедия А. Новикова «Василий Тёркин».  В 1980-е годы театр уделял большое внимание детскому репертуару, ставя балет «Фея кукол» Й. Байера, музыкальные сказки «В стране Мульти-Пульти» Б. Савельева и А. Флярковского, «Муха-Цокотуха» на музыку В. Лукашова.
В середине 1980-х годов в жизни театра произошло несколько важных событий. 25 декабря 1986 года Ивановский театр музыкальной комедии был переименован в «Ивановский областной музыкальный театр», что отразило расширение его творческих задач и репертуара. В 1987 году театр переехал в новое здание Дворца искусств на площади Пушкина. В труппу влилось новое поколение артистов, включая Т. Драчук, В. Кочержинского, М. Кольцову и др.. Под руководством главного режиссёра Юрия Гвоздикова театр выпустил ряд новых спектаклей, включая оперетты и музыкальные сказки.
Получение статуса музыкального театра стимулировало расширение репертуара за счет оперы и балета.  Балетную труппу возглавила балетмейстер Валентина Лисовская, поставившая ряд авторских балетов, получивших признание, в том числе за рубежом.
В 1990-е годы, в период с 1992 по 1994 годы, главным режиссёром театра работал В. Кучин, а дирижёрами-постановщиками — Г. Стрелецкий и В. Шадрин, усилиями которых были поставлены классические оперетты, близкие к оперному жанру. В труппу влились новые артисты, а в 1998 году Александр Менжинский стал лауреатом «Золотой маски» за роль в спектакле «Ханума».

### Современный период (с 2000-х годов)
В 2000—2010-е годы Ивановский музыкальный театр продолжил развитие, пополняя труппу молодыми талантами и расширяя репертуар за счет современных жанров, таких как мюзикл.  С 2007 года главным режиссёром театра стала Наталья Печерская, при которой были поставлены мюзиклы «Призрак замка Кентервиль», «Однажды в Чикаго», «Снежная королева» и другие, а также новые версии классических оперетт.  Заслуженный артист России Валерий Пименов активно работал как режиссёр-постановщик, создавая разнообразные спектакли, включая музыкальные сказки для детей.
В настоящее время театр возглавляют директор Рустам Мухамедьяров, главный дирижёр Дмитрий Щудров, главный режиссёр Антон Лободаев, главный художник Валентина Новожилова, главный балетмейстер Елена Рыжова и главный хормейстер Ярослава Бабурина.  Театр активно гастролирует, участвует в фестивалях и остается важным культурным центром Ивановской области, сохраняя верность традициям и стремясь к новым творческим достижениям.
Здание театра, расположенное в Дворце искусств, после реконструкций представляет собой современный театральный комплекс, включающий четыре зала и оснащенный современным техническим оборудованием.  Вместимость основного зала составляет 1402 места.

## Знаменитые постановки
В разделе «Знаменитые постановки» представлен выборочный перечень наиболее известных и значимых спектаклей Ивановского музыкального театра разных лет.

### Оперетты и музыкальные комедии
- «Холопка» — Николая Стрельникова (1936)
- «Вольный ветер» — Исаака Дунаевского (1947, первая постановка в СССР)
- «Табачный капитан» — Николая Адуева (1987)
- «Ханума» — Гия Канчели (1998)
- «Мистер икс» — Имре Кальмана (2011, и другие постановки)
- «Гейша» — Сидни Джонса (1936, и другие постановки)
- «Ярмарка невест» — Виктора Якоби (1935—1936, и другие постановки)
- «Бабий бунт» — Евгения Птичкина
- «Сладка ягода» — Евгения Птичкина
- «Собака на сене» — Геннадия Гладкова
- «Фиалка Монмартра» — Имре Кальмана (разные редакции)
- «Марица» — Имре Кальмана (разные редакции)
- «Роз-Мари» — Рудольфа Фримля и Герберта Стотхарта (разные постановки)
- «Сандор-скрипач» — Франца Легара (разные постановки)
- «Граф Люксембург» — Франца Легара
- «Цыганский барон»
- «Летучая мышь» — Иоганна Штрауса-сына (разные постановки)
- «Корневильские колокола» — Робера Планкета
- «Ночь в Венеции» — Иоганна Штрауса-сына
- «Акулина» — Иосифа Ковнера
- «Трембита» — Юрия Милютина
- «Мечтатели» — Константина Листова
- «Василий Тёркин» — Анатолия Новикова
- «Весна поёт» — Дмитрия Кабалевского (первая постановка в СССР)
- «Любовь мушкетера» — Александра Голубенцева (первая постановка в СССР)
- «Друзья Милены» — Николая Минха (первая постановка в СССР)
- «Светлана, где ты» — Мирона Двойрина (первая постановка в СССР)
- «Тогда в Севилье» — Марка Самойлова
- «Обыкновенное чудо» — Валерия Гроховского
- «Невеста Лукулла» — Жана Жильбера
- «18 лет» — Василия Соловьёва-Седого
- «Табачный капитан» — Владимира Щербачёва
- «Я пришёл дать вам волю» — Евгения Птичкина
- «Леди и гангстеры» — Марка Самойлова
- «Золотой цыплёнок» — Владимира Улановского
- «Крошка» — Александра Эргашева
- «Донна Люция» — Оскара Фельцмана
- «Рождественский детектив» — Александра Журбина
- «Квадрат любви» — Марка Самойлова
- «Подлинная история поручика Ржевского» — Владимира Баскина
- «Шаль с кистями» — Мирона Двойрина
- «Полонянка» — Мирона Двойрина
- «Зайка-зазнайка» — Мирона Двойрина
- «На старой Талке» — Мирона Двойрина
- «Клуб знаменитых капитанов» — музыка коллектива композиторов
- «Вас ждут друзья»
- «Москвичка» — Оскара Сандлера
- «Раскинулось море широко» — Николая Минха, Владимира Витлина, Леонида Круца
- «Бал в Савойе» — Пала Абрахама

### Балеты
- «Высоцкий» — балет по произведениям Владимира Высоцкого.
- «Бесприданница» — Александра Фридлендера (и балеты Валентины Лисовской)
- «Фея кукол» — Йозефа Байера
- Балеты Валентины Лисовской: «Бег иноходца», «Звезда Парижа», «Грешницы», «На поле Куликовом»

### Мюзиклы
- «Моя прекрасная леди» — Фредерика Лоу
- «Призрак замка Кентервиль» — Владимира Баскина
- «Однажды в Чикаго» — мюзикл
- «Снежная королева» — Кима Брейтбурга

## Современная труппа театра
Народная артистка России:
- Ирина Ситнова.

Заслуженные артисты России:
- Аркадий Ладыженский (Главный дирижёр);
- Валентина Бирилло;
- Тамара Драчук;
- Владимир Кочержинский;
- Валерий Пименов (режиссёр-постановщик);
- Зинаида Ступак.
- Александр Серков

Заслуженный артист Республики Казахстан:
- Владислав Злыгарев

(По состоянию на май 2015 года)
Заслуженный работник культуры России:
- Валентина Новожилова (главный художник)

— С полным составом труппы театра, репертуарным планом и афишей, можно ознакомиться на его официальном сайте в сети интернет и в СМИ.